# Вакцинація проти COVID-19 у Росії
Вакцинація проти COVID-19 у Росії — це кампанія масової імунізації населення Росії проти COVID-19 під час пандемії коронавірусної хвороби. Вакцинація проти COVID-19 у Росії розпочалась 5 грудня 2020 року з Москви. Росія позиціонується як перша країна у світі, яка схвалила загальнодоступну вакцину проти COVID-19, та друга країна після Китаю, яка розпочала вакцинацію населення. Проте в порівнянні з більшістю інших європейських країн вакцинальна кампанія в Росії просувається повільно, переважно з причини недовіри населення до вакцин і держави.
До вакцинації допущені зареєстровані вакцини російського виробництва. У січні 2021 року Михайло Мурашко поставив завдання вакцинувати 60 % дорослого населення Росії, або 68—69 мільйонів осіб, повідомивши про плани досягти цього рівня протягом першого півріччя. Фактично на 28 січня 2022 року в Росії, згідно офіційних даних, проведено приблизно 83,7 мільйонів вакцинацій першою дозою і приблизно 79,3 мільйонів повного курсу вакцинації; ці цифри включають як первинну, так і повторну вакцинацію. Портал gogov.ru на цю же дату повідомляє менші цифри (відповідно, 76,4 мільйона и 69,6 мільйона), які не включають повторно щеплених.

## Основні відомості

### Передумови до проведення
Передумовами до проведення вакцинації стали пандемія коронавірусної хвороби і подальше поширення COVID-19 у Росії. COVID-19 спричинюється коронавірусом SARS-CoV-2, та може перебігати як у легкій, так і у важкій формі, причому важка індивідуальна реакція можлива в осіб як старшого, так і молодшого віку. У Росії COVID-19 офиційно внесений до списку небезпечних хвороб.
Після вакцинації в организмі вакцинированої людини формуються антитіла, рівень яких може бути вищим, ніж у перехворілих на COVID-19. Крім того, вакцинація дозволяє знизити ризик зараження оточуючих.

### Завдання вакцинації
Згідно з Всесвітньою організацією охорони здоров'я, вакцини проти COVID-19 є найважливішим засобом боротьби проти COVID-19, а вакцинація розглядається як найкращий спосіб сповільнити пандемію, врятувати життя і добитися економічного відновлення.
Згідно слів Михайла Мурашка, вакцинація повинна забезпечити колективний імунітет у населення Росії.

### Плани вакцинації
20 січня 2021 року глава міністр охорони здоров'я Росії Михайло Мурашко поставив завдання провести щеплення 60 % дорослого населення, або 68—69 мільйонів осіб. 60 % дорослого населення, як заявив міністр — це рівень, який експерти вирахували як необхідний для досягнення колективного імунітету. Щоправда, цей рівень не був досягнутий (див. таблицю)
При цьому досягнення колективного імунітету до COVID-19 після вакцинації 60 % дорослого населення не можна назвати загальновизнаним уявленням серед спеціалістів. Зокрема, на думку члена-кореспондента РАН Сергія Нетесова, яку він висловив у липні 2021 року, колективний імунітет до дельта-штаму SARS-CoV-2 можливий, якщо вакцинувати більш ніж 80 % населення.
29 червня 2021 року голова уряду Росії дав завдання до 8 липня актуалізувати «епідеміолого-математичну модель вакцинації», виходячи з необхідності добитися не менш ніж 80 % (90 %) рівня вакцинації.
3 вересня 2021 року віце-прем'єр Росії Тетяна Голікова заявила, що для досягнення колективного імунітету необхідно щепити 80 %, або трохи більше 90 мільйонів осіб, і що вона розраховує на досягнення цього показника восени.

### Ефективність вакцинації
За твердженням міністра охорони здоров'я Росії Михайла Мурашка, на 25 червня 2021 року доля вакцінованих серед хворих не перевищувала 0,5 %. Головний лікар московської міської клінічної лікарні № 40, яка спеціалізується на лікуванні хворих на COVID-19, Денис Проценко заявив у своєму блогу, що з 30.12.2020 до 15.06.2021 серед 23281 хворих, які поступили в лікарню за цей час, були вакциновані лише 136 (69 з них отримали обидва щеплення), причому середній час від вакцинації до госпіталізації складав 5,6 діб (тобто, з урахуванням інкубаційного періоду, багато з хворих сед вакцинованих заразились ще до вакцинації); із 1456 хворих, які знаходились у лікарні на 15 червня 2021 року, вакцинованими були лише 2 хворих; серед 387 хворих, які знаходилися в реанімації, вакцинованих не було.
8 липня 2021 керівник Роспотребнадзора Анна Попова заявила, що за даними персонального обліку вакцинованих і хворих, який ведеться міністерством охорони здоров'я Росії, серед повністю вакцинованих (через 3 тижні після полного курсу вакцинації) виникнення симптоматичної коронавірусної хвороби спостерігається у 2 осіб на 300 щеплених, точніша величина — в інтервалі від 0,71 % до 0,76 % для всіх трьох вакцин, які використовуються в Росії. При цьому серед щеплених майже відсутній важкий перебіг хвороби.
Начальник відділу епідеміологічного нагляду управління Роспотребнадзора по Санкт-Петербургу Ірина Чхинджерія повідомила, що серед повністю щеплених жителів Петербурга (696191 осіб на 28 червня 2021 року, або 13 % від населення міста) зареєстровано 1206 хворих коронавірусною хворобою, що складає 0,3 % від загальної кількості в 470 тисяч хворих.

### Безпечність вакцинації
Згідно заяви міністра охорони здоров'я Росії Михайла Мурашка, на 28 червня 2021 року в Росії не зареєстровано ні одної смерті, спричиненої вакцинацією проти COVID-19, серед 23 мільйонів щеплених на цей час. Хоча й спостерігались випадки ускладнень після щеплення, проте вони були пов'язані із супутніми захворювання, на фоні якого проводилась вакцинація. Будь-яке зареєстроване ускладнення розглядалось на лікарській комісії. Серед найбільш частих побічних ефектів вакцинації були біль у місці ін'єкції та короткочасне підвищення температури тіла.

### Застосовані вакцини
У травні 2020 року Національный центр епідеміологічних і мікробіологічних досліджень повідомив про розробку вакцини, яка не має серйозних побічних ефектів. До серпня 2020 року були закінчені два клінічні дослідження першої і другої фази, за участю 38 осіб у кожному. За даними, які надав керівник Центру Гамалеї, розробка вакцини «Спутник V» коштувала в 1,5 мільярда рублів.
| Вакцина       | Дата реєстрації | Розробник | Характеристика         | Кількість доз                        | Ефективність                   | Коментар |
| ------------- | --------------- | --- | ---------------------- | ------------------------------------ | ------------------------------ | --- |
| Гам-КОВИД-Вак | 11.08.2020      | НДЦЕМ ім. М. Ф. Гамалії                                                                                       | векторна вакцина       | 2 дози з інтервалом 21 день          | 91,6 %                         | На початку вересня 2020 року розробники вакцини опублікували в журналі The Lancet статтю з описом вакцини і результатами її клінічних досліджень I и II фази на людях. 2 лютого 2021 року в журналі були опубліковані проміжні результати III фази клінічних досліджень вакцини. |
| ЕпіВакКорона  | 13.10.2020      | ГНЦВБ «Вектор»                                                                                                | пептидна вакцина       | 2 дози з інтервалом від 14 до 21 дня | немає даних                    | |
| КовиВак       | 19.02.2021      | ФДБНУ «Федеральний науковий центр досліджень і розробки імунобіологічних препаратів імені М. П. Чумакова РАН» | інактивована вакцина]] | 2 дози з інтервалом 14 днів          | немає даних                    | |
| Спутник Лайт  | 06.05.2021      | НДЦЕМ ім. М. Ф. Гамалії                                                                                       | векторна вакцина       | 1 доза                               | близько 85 % (дані розробника) | Використовується переважно для ревакцинації щеплених Гам-КОВИД-Вак |

Восени 2021 року міністерство охорони здоров'я Росії дало дозвіл на клінічні дослідження вакцини «Бетувакс-КоВ-2» — першої російської вакцини проти COVID-19, розробленої приватною компанією.
Окрім того, розроблена призначена для тварин вакцина проти COVID-19 «Карнивак-Ков».

## Процедура вакцинації
Міністерство охорони здоров'я Росії розробило Стандартну операційну процедуру по проведенню вакцинації. Згідно документу, до процедури вакцинації вакциною «Гам-КОВИД-Вак» (Спутник V) допускаються особи старші 18 років, які не мають протипоказів (гіперчутливість до компонентів вакцин, важкі алергічні реакції, гострі інфекційні і неінфекційні хворобия, загострення хронічних хвороб, вагітність і годування грудьми).

### Ревакцинація
З питань ревакцинації (повторної вакцинації) висловлювалися різні думки. Зокрема, в березні 2021 року заступник директора з клінико-аналітичної роботи Центрального НДІ епідеміології Роспотребнадзора Наталія Пшенична заявила, що повторно щепитися вакциною «Спутник V», найімовірніше, не можна буде, і що при повторній вакцинації можна буде вакцинуватися препаратами «ЕпіВакКорона» новосибірського центру «Вектор» і «КовиВак» Центру імени Чумакова. Проте пізніше Пшенична повідомила, що повторна вакцинація «Спутником V» можливаа, але вибрати вакцину, яка найбільш підходить для ревакцинації пацієнта, повинен буде лікуючий лікар.
Аналогічну думку пізніше, в червні 2021 року, висловив заступник міністра охорони здоров'я Росії Олег Гриднєв: він заявив про те, що може необхідна буде ревакцинація вакцинованих «Спутником V» осіб іншою вакциною.

## Хронологія вакцинації

### Початок вакцинації
2 грудня 2020 года президент Росії Володимир Путін доручив розпочати вакцинацію населення проти COVID-19 з наступного тижня (7—13 грудня).
У Москві вакцинація розпочалась 5 грудня 2020 року в 70 центрах вакцинації], у регіонах вакцинація стартувала з 10 грудня і мала охопити всю Росію з 13 грудня.
15 грудня 2020 року міністерство охорони зоров1я Росії повідомило про початок вакцинації проти COVID-19 у всіх регіонах РФ. Керіник міністерства Михайло Мурашко повідомив, що в регіонах на 34 % збільшено кількість морозильного обладнання і повідомив про нового виробника вакцины «Биокад» (Санкт-Петербург). Дані заходи повинні були забезпечити безперебійне проведення вакцинації в Росії.
Першочергово під час вакцинальної кампанії вакцину «Спутник V» отримували військові, лікарі, вчителі і соціальні працівники. 10 грудня керівник Центру імені Гамалії Олександр Гінцбург заявив, що вакцину «Спутник V» отримали 150 тисяч осіб.
На початок грудня 2020 року вакцину «Спутник V» у промислових об'ємах випускали дві компанії — «Генериум», контрольований «Фармстандартом», і «Биннофарм», який контролює АФК «Система». Очікувалось, що ще в 2020 році вакцину розпочне виробляти компанія «Биокад». За оцінками запрошених співбесідників видання «Meduza», до кінця грудня 2020 року мало бути поставлено до 500 тисяч доз вакцини. 10 грудня віце-премьер Тетяна Голікова анонсувала, що до кінця лютого 2021 року для використання поступлять близько 6,9 мільйонів доз вакцини. У грудні 2020 року мер Москви Сергій Собянін заявив про відкриття в Москві спільного заводу компанії «Р-Фарм» і уряду міста з виробництва вакцини «Спутник V»; розрахункова потужність підприємства — 10 мільйонів доз на місяць, перше постачання продукції — з 21 січня 2021 року.

### Вакцинація підлітків
14 липня 2021 року керівник Центру імені Гамалії Олександр Гінцбург повідомив, що вакцинація проти COVID-19 вікової групи від 12 до 17 років повинна розпочатися до 20 вересня 2021 року. За його словами, у підлітків почастились випадки більш важкого перебігу хвороби.

### Початок ревакцинації
1 липня 2021 року в Москві стартувала програма ревакцинації в павільйонах «Здоровая Москва», з 5 липня планувалося відкрити запис на ревакцинацію в 12 міських поліклініках.

### Статистика вакцинації
Станом на 10 січня 2021 року більш ніж 1,5 мільйона жителів Росії вакцинувалися проти COVID-19. Станом на 19 січня 2021 року в Москві щеплено близько 200 тисяч осіб, у Санкт-Петербурзі — 24817 осіб. За перші 18 днів масової вакцинації було щеплено ще близько 200 тисяч москвичів і 61662 петербуржців. Надалі темпи вакцинації незначно збільшились: на 18 лютого, за перший місяць з початку масової вакцинації, було щеплено ще майже 200 тисяч москвичів і 101182 петербуржці. Водночас адміністрація Санкт-Петербурга скоректувала плани з массової вакцинації в бік зменшення з 3,5 до 1,2 мільйона осіб.
На 17 лютого 2021 року в Росії отримали обидва компоненти вакцини 1,7 мільйона осіб, а 2,2 мільйона осіб отримали перший компонент.
На 15 березня 2021 року повністю вакцинувались двома компонентами вакцини «Спутник V» в Росії 3,5 мільйона осіб.
За березень 2021 року (I квартал) кількість щеплених першим компонентом вакцини збільшилось з 4,72 мільйона (3,22 % від загальної кількості населення країни) до 6,93 мільйона (4,74 %) громадян Росії. Два компоненти вакцини отримали 4,72 мільйони (3,23 %) громадян Росії.
12 травня 2021 року віце-прем'єр Тетяна Голікова повідомила, що 14 мільйонів жителів Росії отримали перший компонент вакцини, з них майже 10 мільйонів отримали обидва компоненти.
Станом на 12 листопада 2021 року в Росії були повністю щеплені 50,9 мільйонів осіб, або 34,9 % населення загалом.
Станом на 19 листопада 2021 року в Росії були повністю щеплені 53,4 мільйони осіб, або 36,7 % населення загалом; цього ж дня віце-прем'єр Тетяна Голікова заявила, що рівень колективного імунітету до COVID-19 в Росії складає 50,2 % (цей рівень розраховується згідно математичної моделі розвитку епідемії).
Станом на 24 грудня 2021 року в Росії були повністю щеплені 72,7 мільйонів осіб, або 45,3 % населення загалом, цього ж дня віце-прем'єр Тетяна Голікова заявила, що рівень колективного імунітету до COVID-19 в Росії складав 60,4 %.
Станом на 6 травня 2022 року рівень колективного імунітету до коронавірусу в Росії падає 14 тижнів поспіль. Даний показник у середньому опувтился з 42,9 до 41,2 %.

## Характер вакцинації
У грудні 2020 року віце-прем'єр Тетяна Голікова и пресссекретар Путіна Дмитро Пєсков заявили про те, що вакцинація буде проходити добровільно.
У грудні 2021 року, після того, як міністерство освіти і загальноросійська профспілка освітян звернулись до міністерства праці і соціального захисту, міністерства постановило, що роботодавець не має права відсторонювати працівника при його відмові від вакцинації при умові, якщо відсутні ускладнені епідеміологічні обставини. Одночасно віце-прем'єр Росії Тетяна Голікова повідомила, що в Росії вже є достатньо багатий досвід вакцинування, і робити вакцинацію обов'язковою неправильно.
26 травня 2021 року президент Росії Володимир Путін заявив, що запроваджувати обов'язкову вакцинацію не можна. З іншого боку, 17 травня мер Набережних Челнів Наїль Магдєєв пригрозив розірвати контракти з начальниками бюджетних підприємств за погану вакцинацію.
Крім того, 25 травня 2021 року в прес-службі голови Республіки Саха (Якутія) Айсена Ніколаєва повідомили про запровадження в Якутії обов'язкової вакцинації населення проти COVID-19. Після громадського резонансу слово «обов'язкова» в прес-релізі замінили на «масова».

### Запровадження обов'язкової вакцинації
16 червня 2021 року влада двох регіонів Росії — Москви і Московської області — після різкого зростання захворюваності вирішили запровадити обов'язкову 60-процентну вакцинацію осіб, які працюють у сфері послуг, освіти, транспорту, ЖКГ, а також держслужбовців.
У подальшому число регіонів з обов'язковою вакцинацією суттєво збільшилось. Зокрема, 20 липня 2021 року Республіка Тива стала, згідно даних РБК, 36-м регіоном, який запровадив обов'язкову вакцинацію, а до початку серпня вакцинація окремих категорій громадян була запроваджена більш ніж чим у половині регіонів. До середини жовтня 2021 року залишилось лише 8 регіонів, які не запровадили і не анонсували цей захід, 20 жовтня їх кількість скоротилась до одного, до 26 жовтня 2021 року обов'язкова вакцинація окремих категорій осіб була запроваджена у всіх регіонах.
за інформацією РБК, різні регіони наказують вакцинуватися приблизно одним і тим же категоріям осіб — тим, хто найчастіше контактує з іншими людьми (працівники сфери послуг, транспорту, розваг і громадського харчування)

### Дискримінація нещеплених
21 червня 2021 року уповноважений з прав людини в Росії Тетяна Москалькова заявила про скарги нещеплених громадян на обмеження: їм відмовляють у відпустках, преміях, погрожують звільненням, та інше. До цього вона додала, що примушування до вакцинації породжує масовий психоз. Коментуючи цю заяву, 22 червня 2021 року прес-секретар президента Росії Дмитро Пєсков визнав, що в Росії не вдасться запобігти дискриминации нещеплених громадян, оскільки люди, які не мають імунітету, «не змогуть працювати на всіх напрямках», оскільки «це буде представляти небезпеку для оточуючих».

### Скасування обов'язкової вакцинації
Список регіонів, де була скасована обов'язкова вакцинація.
1. Ленінградська область (09.09.2021)[85]
2. Тюменська область (02.03.2022)[86]
3. Ставропольський край (04.03.2022)[87]
4. Республіка Татарстан (14.03.2022)[88]
5. Пензенська область (15.03.2022)[89]
6. Брянська область (18.03.2022)[90]
7. Волгоградська область (21.03.2022)[91]
8. Республіка Чувашія (21.03.2022)[92]
9. Новосибірська область (22.03.2022)[93]
10. Приморський край (08.04.2022)[94]
11. Амурська область (06.05.2022)[95]
12. Республіка Хакасія (11.05.2022)[96]
13. Красноярський край (13.05.2022)[97]
14. Кіровська область (01.06.2022)[98]
15. Челябінська область (07.06.2022)[99]
16. Республіка Якутія (07.06.2022)[100]
17. Вологодська область (09.06.2022)[101]
18. Рязанська область (09.06.2022)[102]
19. Оренбурзька область (10.06.2022)[103]
20. Томська область (06.07.2022)[104]
21. Пермський край (11.07.2022)[105]
22. Камчатський край (14.07.2022)[106]

## Сертифікати про вакцинацію проти COVID-19
Хоча масова вакцинація проти COVID-19 почалася ще в грудні 2020 року, єдина форма сертифікату про вакцинацію проти цієї хвороби або про перенесене захворювання почала діяти лише з 8 листопада 2021. Вона затверджена наказом міністерства охорони здоров'я Росії від 22 жовтня 2021 № 1006. До цього сертифікати оформлялися за загальними правилами ведення медичної документації, у тому числі з урахуванням положень, викладених у методичних вказівках МУ 3.3.1889-04 «Порядок проведення профілактичних щеплень». Видавалися наступні види документів — сертифікат про вакцинацію проти COVID-19, сертифікат про ревакцинацію проти COVID-19, та сертифікат про перенесене захворювання (COVID-19). Станом на початок 2022 року налагоджено систему видачі населенню електронних сертифікатів через підтверджені облікові записи на порталі державних послуг. Сертифікати формуються автоматично — щодо збігу даних, які громадянин вказав у медичній організації, та даних у його профілі на порталі державних послуг.

## Проблеми
Повільна вакцинація сприяє поширенню захворювання, а також появі нових мутацій, що сприяє появі більш небезпечного штаму вірусу.
Унаслідок цього в червні 2021 року в Росії справді було зафіксовано зростання захворюваності на COVID-19, так звану «третю хвилю епідемії», серед причин якої — проникнення в Росію нових контагіозних штамів, чому передує зняття обмежень і недостатній рівень вакцинації населення.
Як припустив влітку 2021 незалежний демограф Олексій Ракша, з урахуванням третьої хвилі загальна кількість жертв пандемії може зрости до мільйона. Кінець червня—початок липня вже були відзначені серією антирекордів добової смертності від COVID-19.
На думку професора Школи системної біології Університету Джорджа Мейсона Анчі Баранової, причина високих рівнів захворюваності та смертності від COVID-19 у Росії — низька кількість вакцинованих.
На 5 березня 2021 року темп вакцинації становив трохи більше 0,1 % населення на добу, а середні темпи вакцинації у період 22—28 лютого 2021 року — 110—120 тисяч осіб. З таким темпом вакцинація 60 % дорослого населення вимагала б понад рік — 500 днів. Більше того, на початку березня 2021 року темп вакцинації скорочувався як у країні в цілому, так і в окремих регіонах, включаючи Москву та Санкт-Петербург.
Згодом темп вакцинації як зростав, так і знижувався. Зокрема, за тиждень з 19 по 25 липня 2021 року добовий темп вакцинації становив 367,4 тисячі осіб, що порівняно з попереднім тижнем нижче приблизно на 24 %. Прес-секретар президента Росії Дмитро Пєсков заявив про недостатні темпи вакцинації в Росії.
Серед причин низьких темпів вакцинації називалися перебої в постачанні вакцини, що спостерігалися в окремі періоди, недовіра до вакцини та конспірологічні теорії, низька активність регіональної влади та засобів масової інформації, вади в інформаційній політиці на федеральному рівні.
| Причина | Частка тих, хто вказав |
| --- | ---------------------- |
| Суперечлива інформація від влади про новий коронавірус і саму вакцинацію                                                           | 61,1 %                 |
| Невміння ЗМІ викласти населенню наукові дані про користь вакцинації                                                                | 59,7 %                 |
| Невміння аргументовано пояснити, що хвороба може протікати тяжко. Невміння пояснити причини летальних наслідків серед вакцинованих | 59,3 %                 |
| Новини про адміністративний примус до вакцинації під загрозою звільнення чи відсторонення                                          | 55,9 %                 |

На рівні окремого індивіда до відмови від вакцинації може призвести ціла низка причин: страх побічних ефектів, невіра в ефективність вакцини, заперечення існування COVID-19 (іноді називається ковід-диссидентством), відсутність страху перехворіти, перенесений COVID-19.
20 січня 2021 року, через півтора місяці від початку вакцинації, «Новая газета» зібрала дані регіонів за кількістю проведених вакцинацій та отримала загальну кількість трохи більше 450 тисяч осіб, що значно відрізняється від заявлених 1,5 мільйона осіб. Зібрані дані були зведені в таблицю, за якою видно, що темп вакцинації в Росії відстає від інших країн.

### Перебої у постачанні
Однією з причин низьких темпів вакцинації стали перебої з постачанням вакцин до регіонів. За даними фонду «Петербурзька політика», у січні 2021 року вакцина була доступна в 25 % регіонів Росії, а інші регіони не були забезпечені нею.
У березні 2021 року про нестачу вакцин побічно говорили проблеми із записом на щеплення — неможливість записатися або збільшений термін очікування.
Наприкінці першої декади березня 2021 року аналітик Олександр Драган зазначив, що про нестачу вакцини протягом попередніх тижнів повідомили Вологодська, Тверська, Ульяновська, Калузька, Свердловська області, Республіка Саха (Якутія), Забайкальський край, окупований Крим, і що подібна інформація надходить з Волгоградської області. Причиною дефіциту вакцини, на думку Олександра Драгана, стала нездатність одночасно задовольнити як внутрішній, і зовнішній попит на вакцину.
На початок липня 2021 року, за інформацією «Комерсанта», вакцин не вистачало в Краснодарському та Хабаровському краях, у Ростовській, Брянській, Тамбовській та Кемеровській областях, на Сахаліні та на Алтаї. «The Insider» підрахував, що на весь 2021 чиновники уклали договори на 118 мільйонів доз вакцини. Навіть під час виконання договорів Росії доведеться зіткнутися з перебоями у вакцинах.

### Недовіра до вакцинації
Дані, які отримав у 2020 році Левада-Центр, демонструють низьку довіру росіян до вакцинації (див. таблицю).
Обираючи у грудні 2020 року основну причину відмови від щеплення проти COVID-19, опитані Левада-Центром назвали бажання дочекатися закінчення досліджень вакцини (30 % від загальної кількості опитаних), побоювання (26 %), наявність протипоказань (12 %). Ще 12 % від загальної кількості опитаних заявили, що не бачать сенсу вакцинуватися проти COVID-19.
Варто зазначити, що готовність щепитися була пов'язана з політичними уподобаннями: дані Левада-Центру за грудень 2020 року показали, що серед тих, хто схвалює діяльність Володимира Путіна, відносна більшість готова вакцинуватися, а серед його супротивників переважна більшість не готова на цей крок.
Лікарі, яких у березні 2021 року опитали журналісти BBC, пов'язали повільні темпи вакцинації саме з недовірою до вакцини, а також із схильністю населення до конспірології. Серед населення країни були поширені страхи перед побічними ефектами від вакцинації, а в соціальних мережах поширювалася інформація у тому, що вакциновані помирають.

#### Причини недовіри до вакцинації
Керівник наукової експертизи венчурного фармацевтичного фонду «Inbio Ventures» Ілля Ясний припустив, що довіра до вакцини була підірвана через її поспішну реєстрацію в Росії за результатами випробувань на нечисленних добровольцях.
Професор Центру інновацій та підприємництва Сколковського інституту науки та технологій Дмитро Куліш вважав, що недовіра до вакцини пов'язана з великою кількістю критичних публікацій у засобах масової інформації після реєстрації вакцини «Спутник V» у Росії. Нарешті, представник профспілки медичних працівників «Дія» Олександр Золотарьов вказав на брак роз'яснювальної роботи і на «антивакцинальну свідомість» у населення.
Недовіра до російської влади також знижує рівень довіри до вакцинації, що проводиться в країні. Довіру до вакцинації також знизило надто пізнє проведення вакцинації президентом Путіним, деякі росіяни не вірять, що Путін був вакцинований.
Аналітик Олександр Драган вказав, крім того, на той факт, що постійне інформування про недоліки західних вакцин привело росіян до висновку, що вакцини проти COVID-19 взагалі є небезпечними.

## Критика

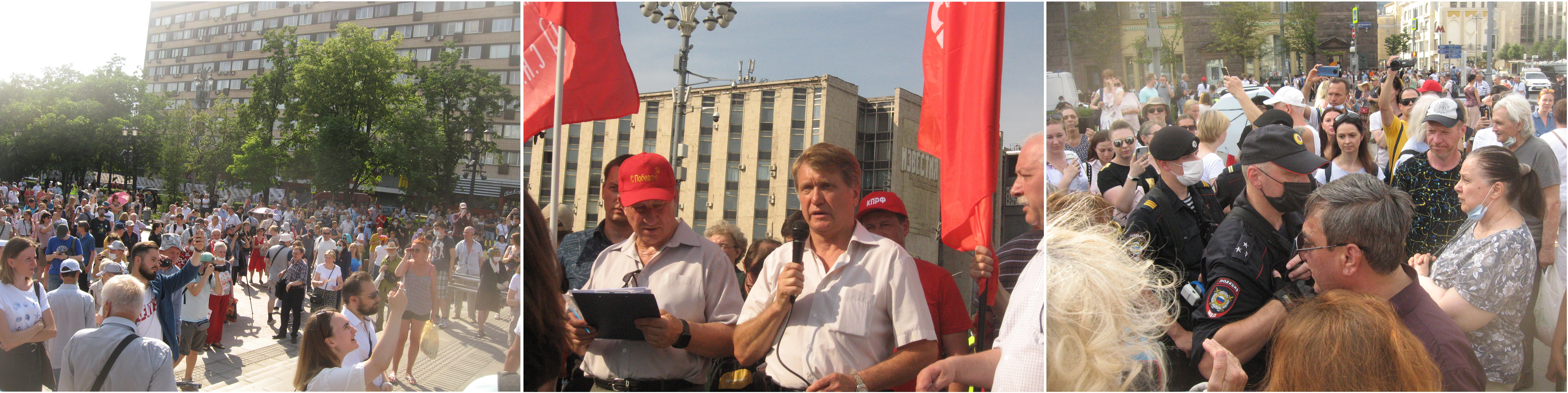
Зустріч з виборцями депутата від КПРФ Валерія Рашкіна в Москві закінчилася не лише пропозицією дати правову оцінку примусу до вакцинації, а й затриманням близько 10 виступаючих

### Критика темпів вакцинації та супутніх проблем
Проведення вакцинації проти COVID-19 у Росії критикують із різних позицій. Зокрема, критикують низький темп вакцинації. В середині червня 2021 журнал «Forbes» назвав вакцинацію в Росії провальною. Критикують також і недостатність заходів, що вживаються державою для подолання проблем, що виникли.
Одним із заходів, здатних, на думку представників опозиції (партій «Яблуко» та ПАРНАС), підвищити темпи вакцинації, міг би стати дозвіл на використання закордонних вакцин. У липні 2021 року вони заявили, що росіяни повинні мати альтернативу і що такий захід дозволить прискорити вакцинацію. У цьому ж місяці профспілка льотного складу аеропорту Шереметьєво попросила прем'єр-міністра Росії Михайла Мішустіна допустити до Росії закордонні вакцини проти COVID-19, оскільки в багатьох країнах особи, вакциновані російськими вакцинами, розглядаються як нещеплені і змушені постійно здавати ПЛР-тести.

### Критика обов'язкової вакцинації та системи QR-кодів
З іншого боку, критикувалась і обов'язкова вакцинація, запроваджена в низці регіонів для осіб, зайнятих у певних галузях.
запроваджений улітку 2021 року в Москві доступ до закладів громадського харчування (крім літніх веранд) за QR-кодом, який почав діяти 28 червня 2021 року, і дозволяв потрапити всередину тільки тим, хто вакцинувався, пред'явив негативний ПЛР-тест (дійсний протягом 3 днів) або переніс COVID-19 у попередні 6 місяців, також був розкритикований, проте з 19 липня 2021 QR-коди перестали бути обов'язковими.
Надалі QR-коди для обмеження доступу нещеплених також викликали протести. Зокрема, внесені до Державної думи законопроекти про введення QR-кодів його критики (серед них представники КПРФ, голова фракції «Справедлива Росія» Сергій Миронов, екс-депутат Державної думи Наталія Поклонська) розглядають як сегрегацію, примус до вакцинації, порушення конституційних прав та базових прав людини, а також як захід з недоведеною ефективністю. Крім того, критики посилаються на публікації в авторитетному медичному журналі «The Lancet», згідно з якими вакциновані зберігають здатність заражатися COVID-19 і бути його розповсюджувачами.

## Донорство антиковідної плазми після вакцинації
За заявою від 2 серпня 2021 року головного лікаря Центру крові міста Москви лікувальні заклади потребують антиковідної плазми з антитілами до COVID-19. Допускається як плазма перехворілих, так і плазма щеплених вакциною «Спутник V» через 30 днів після вакцинації другим компонентом. Є докази ефективності застосування антиковідної плазми, цей метод внесений до клінічних рекомендацій у Росії як елемент терапії у лікуванні захворювання. Введення антиковідної плазми від вакцинованих за даними російських лікарів дає можливість у півтора рази швидше зупинити поширення вірусної інфекції у хворого.

## Відповідальність за заклик до відмови від вакцинації
20 липня 2021 року член Громадської палати Ленінградської області Володимир Петров виступив із пропозицією притягати до кримінальної відповідальності осіб, які пропагують відмову від вакцинації без медичних протипоказань. Пізніше цю ідею підтримав і заступник голови комітету Державної думи з охорони здоров'я Микола Говорін, але запропонував розглядати ці заклики в рамках кодексу про адміністративні правопорушення.